# Crash Tag Team Racing
Crash Tag Team Racing – dwunasta gra z serii Crash Bandicoot. Dr. Cortex i Crash przypadkowo trafiają do parku rozrywki Ebeneezera von Clutcha. Przedstawia on gościom swoją nieciekawą sytuację: wkrótce park może zostać zamknięty z powodów finansowych. Crash postanawia pomóc nowo poznanemu Ebeneezerowi, a Cortex jak zwykle także postanawia wziąć udział w zawodach na torze wyścigowym, nie kierując się już jednak tak szczytnym jak Crash celem: chce on po prostu zniszczyć Crasha.